# Allium roseum
Allium roseum — вид квіткових рослин родини цибулеві (Alliaceae). лат. roseum — «рожевий».

## Опис
Багаторічна трав'яниста цибулинна рослина, досягає висот до 80 сантиметрів. Цибулина має товщину близько 1,5 см. Листки лінійні, плоскі, довжиною 12–35 сантиметрів і шириною 2–14 міліметрів. Суцвіття має діаметр 7 см, складається з 5–30 квітів. Квіти зазвичай рожеві, рідше білі, і довжиною від 7 до 12 міліметрів. Пиляки жовті. Період цвітіння триває з березня по червень.

## Поширення
Північна Африка: Алжир; Єгипет; Лівія; Марокко; Туніс. Західна Азія: Кіпр; Єгипет - Синай; Ізраїль; Туреччина. Південна Європа: Албанія; Колишня Югославія; Греція; Італія; Франція; Португалія [вкл. Азорські острови, Мадейра]; Гібралтар; Іспанія [вкл. Канарські острови]. Натуралізований в деяких інших країнах. 
Населяє узбіччях доріг і поля, пасовища, пустки, дюни і скелясті виступи; на висотах 0–1350 метрів.

## Використання
Цибулини й цибулинки вживають сирими чи зготовленими. Листки вживають сирими чи зготовленими. Мають м'який смак часнику. Квіти використовуються як гарнір до салатів, вони дуже привабливі та мають приємний м'який часниковий смак. Хоча жодних конкретних згадок про лікарські застосування цього виду не було помічено, представники цього роду, як правило, є дуже корисними доповненнями до дієти. При регулярному додаванні в раціон вони сприяють зниженню рівня холестерину в крові, діють як тонізувальний засіб для травної системи, а також тонізують систему кровообігу.
Види роду Allium зазвичай добре розвивається з більшістю рослин, особливо з трояндами, морквою, буряком і ромашкою, але вони пригнічують ріст бобових, зокрема люцерни.

## Галерея

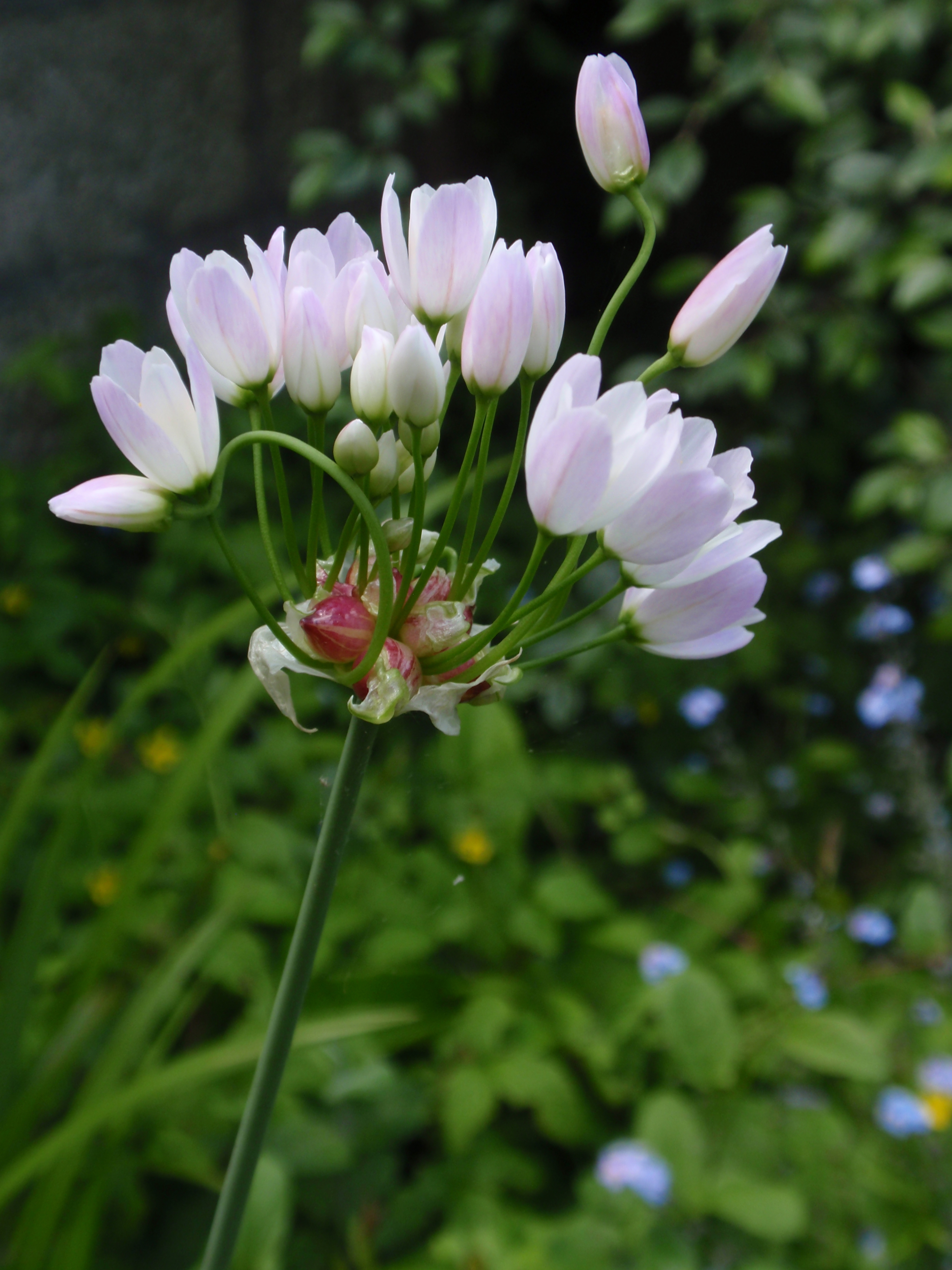
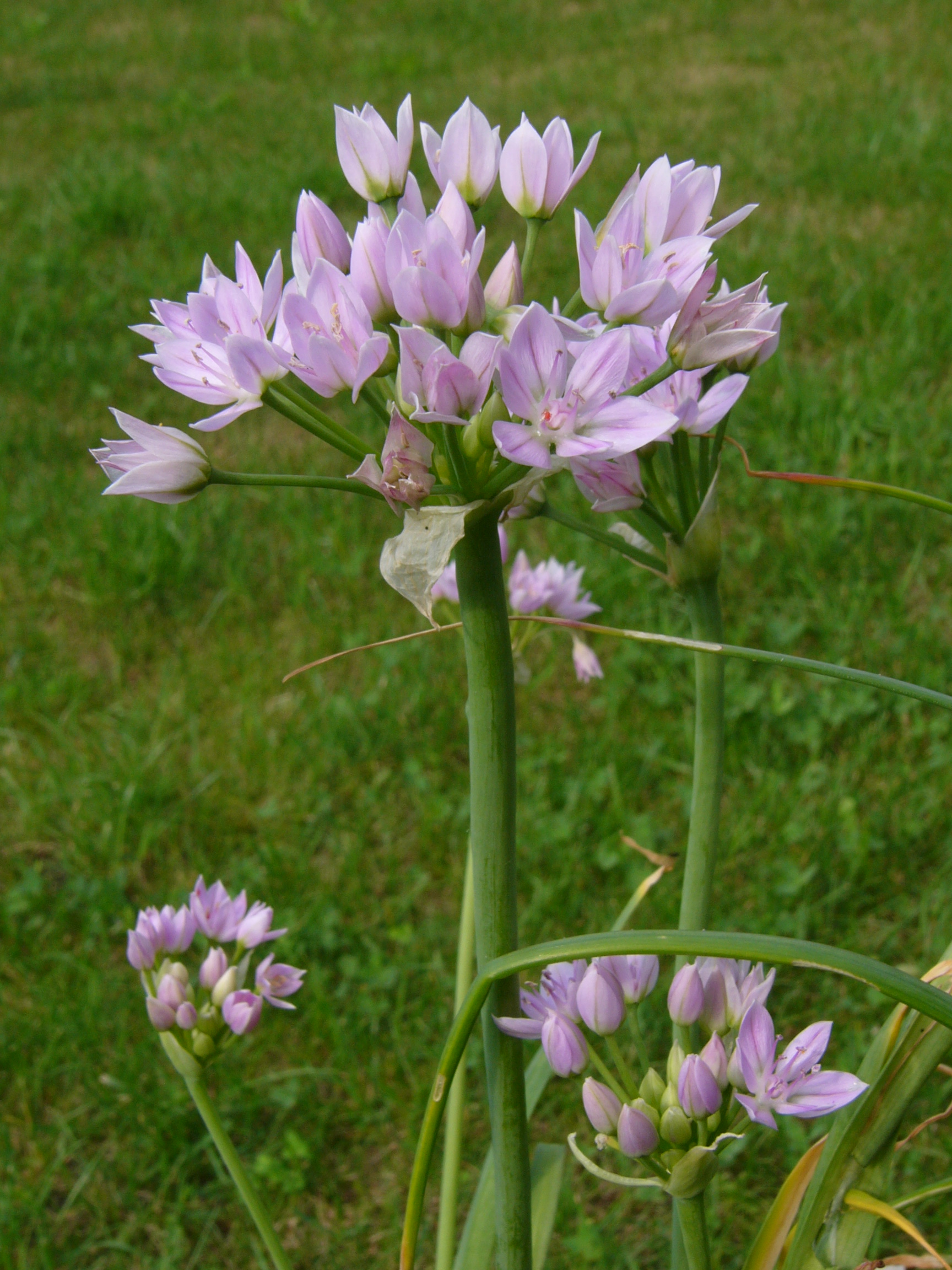
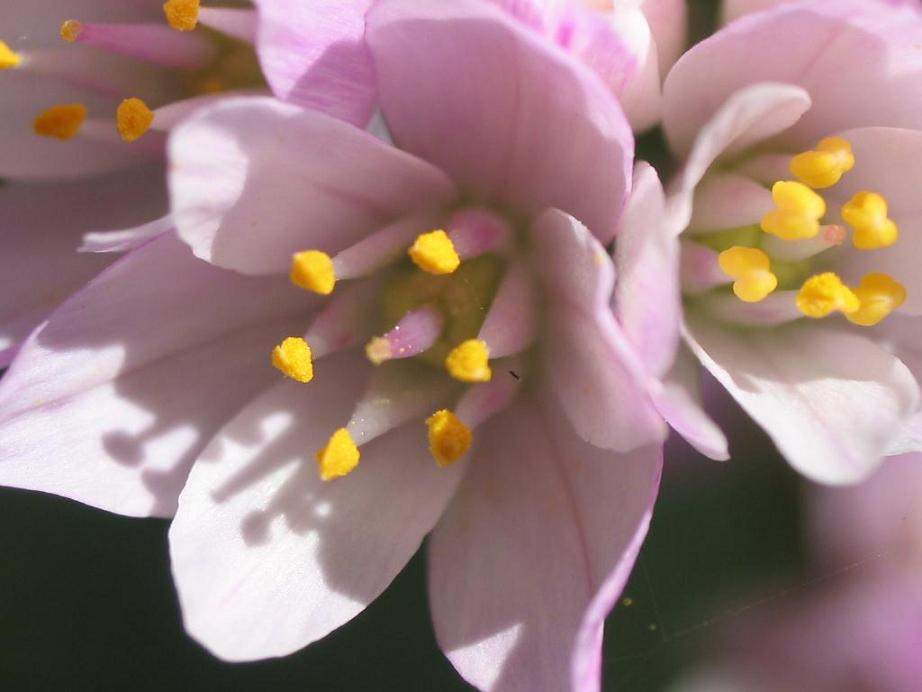
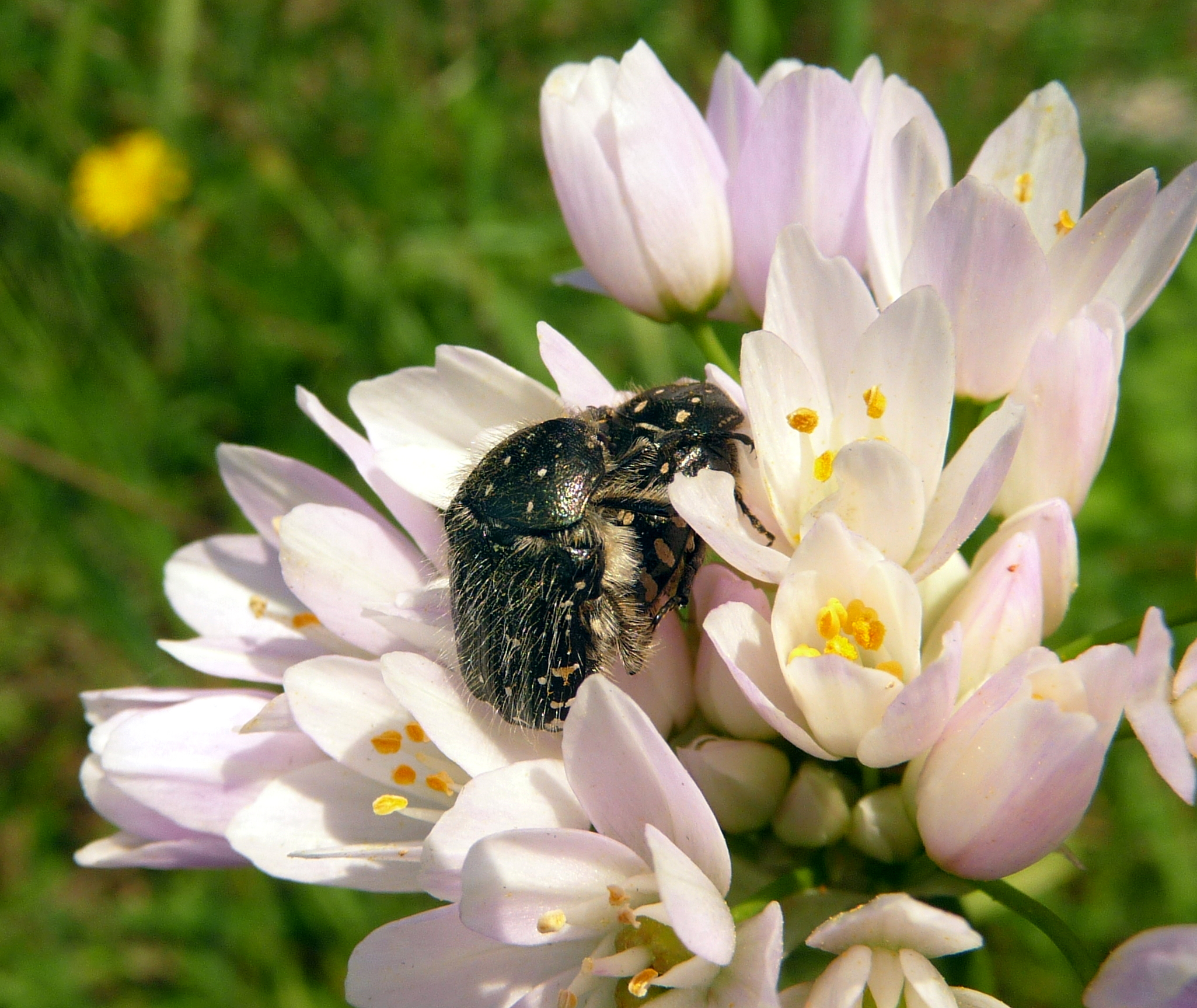
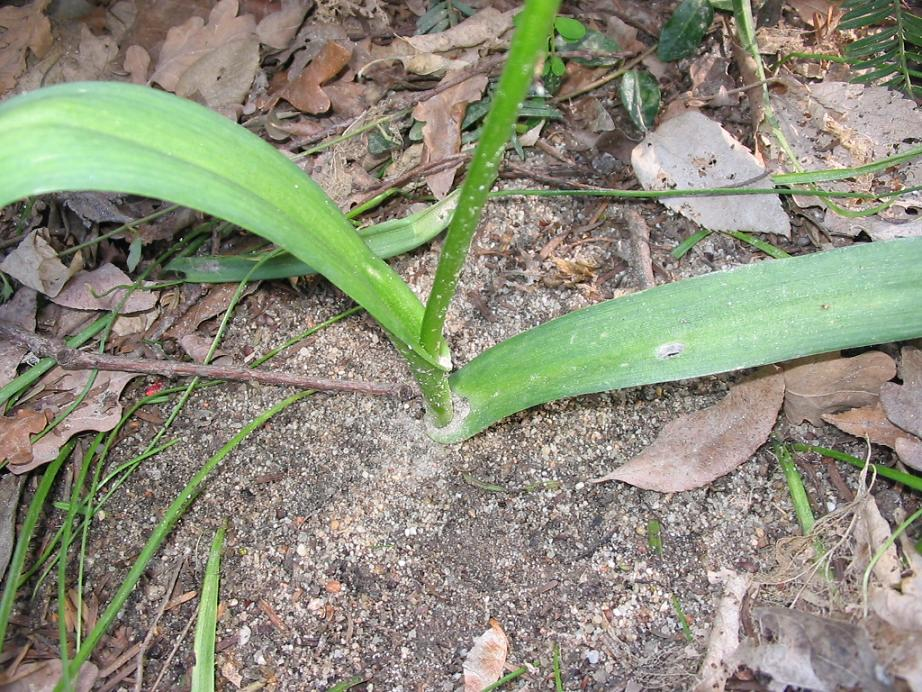